# 窪田村 (島根県)
窪田村（くぼたむら）は、島根県簸川郡にあった村。現在の出雲市佐田町一窪田、佐田町毛津にあたる。

## 地理
- 河川：神戸川[1]、才谷川[1]
- 山岳：大入山[2]

## 歴史
- 1889年（明治22年）4月1日、町村制の施行により、神門郡一窪田村、毛津村が合併して村制施行し、窪田村が発足[3][4]。
- 1896年（明治29年）4月1日、郡の統合により簸川郡に所属[4]。
- 1948年（昭和23年）9月1日、簸川郡山口村の大字上橋波村、下橋波、吉野、高津屋、佐津目（一部）を編入した[3][4]。
- 1950年（昭和25年）
  - 5月3日、乙立村の大字八幡原・東村を編入した[3][4]。
  - 12月20日、大字毛津の一部が簸川郡田岐村、久村と合併し岐久村を新設した[3][4]。
- 1956年（昭和31年）6月10日、飯石郡須佐村と合併して、佐田村を新設して廃止[3][4]。

## 産業
- 農業[1]、薪炭製造[2]。